# Newtons metode
Newtons metode også kendt som Newton-Raphson metoden er en rekursiv proces indenfor matematikken til bestemmelse af nulpunkter. Det vil altså sige at vi ønsker at bestemme en værdi af variablen x som vi kalder x* således at:
{\displaystyle f(x^{*})=0\;}
Den rekursive formel ser således ud, hvor f'(xn) angiver differentialkvotienten til den givne funktion:
{\displaystyle x_{n+1}=x_{n}-{\frac {f(x_{n})}{f^{\prime }(x_{n})}}}
Denne formel kræver således at man selv kommer med ét startgæt x0.

## Fordele og ulemper
Ved Newtons metode er den primære fordel, i forhold til andre metoder, at metoden opfylder kvadratisk konvergens. Dette betyder at metoden under de rette omstændigheder konvergerer således at antallet af korrekte betydende cifre fordobles for hver iteration, som det også kan ses i eksemplet nedenfor.
Samtidig er der også visse ulemper ved metoden. Først og fremmest indgår differentialkvotienten til en funktion, som ikke nødvendigvis altid er lige let at bestemme. Desuden er metoden ikke altid helt pålidelig, og der findes eksempler, hvor metoden aldrig vil konvergere. F.eks. fungerer metoden ikke, hvis den afledte funktion af f er lige med nul

## Eksempel
Vi betragter et problem hvor vi ønsker at bestemme det positive tal x hvor cos(x) = x3. Vi kan omformulere problemet til følgende nulpunktsproblem f(x) = cos(x) − x3 = 0. Når vi differentierer denne funktion får vi f '(x) = −sin(x) − 3x². Da cos(x) ≤ 1 for alle x og x3 > 1 for x>1, ved vi at vores nulpunkt ligger mellem 0 og 1. Vi forsøger med en startværdi af x0 = 0.5.
{\displaystyle {\begin{matrix}x_{1}&=&x_{0}-{\frac {f(x_{0})}{f'(x_{0})}}&=&0.5-{\frac {\cos(0.5)-0.5^{3}}{-\sin(0.5)-3\times 0.5^{2}}}&=&1.112141637097\\x_{2}&=&x_{1}-{\frac {f(x_{1})}{f'(x_{1})}}&&\vdots &=&{\underline {0}}.909672693736\\x_{3}&&\vdots &&\vdots &=&{\underline {0.86}}7263818209\\x_{4}&&\vdots &&\vdots &=&{\underline {0.86547}}7135298\\x_{5}&&\vdots &&\vdots &=&{\underline {0.8654740331}}11\\x_{6}&&\vdots &&\vdots &=&{\underline {0.865474033102}}\end{matrix}}}
De korrekte cifre er understreget i det ovenstående eksempel. I tilfældet x6 er x korrekt i alle de givne decimaler. Vi ser at antallet af korrekte decimaler stiger fra 2 (for x3) til 5 og derefter 10, som illustrerer den kvadratiske konvergens.